# 소더비스

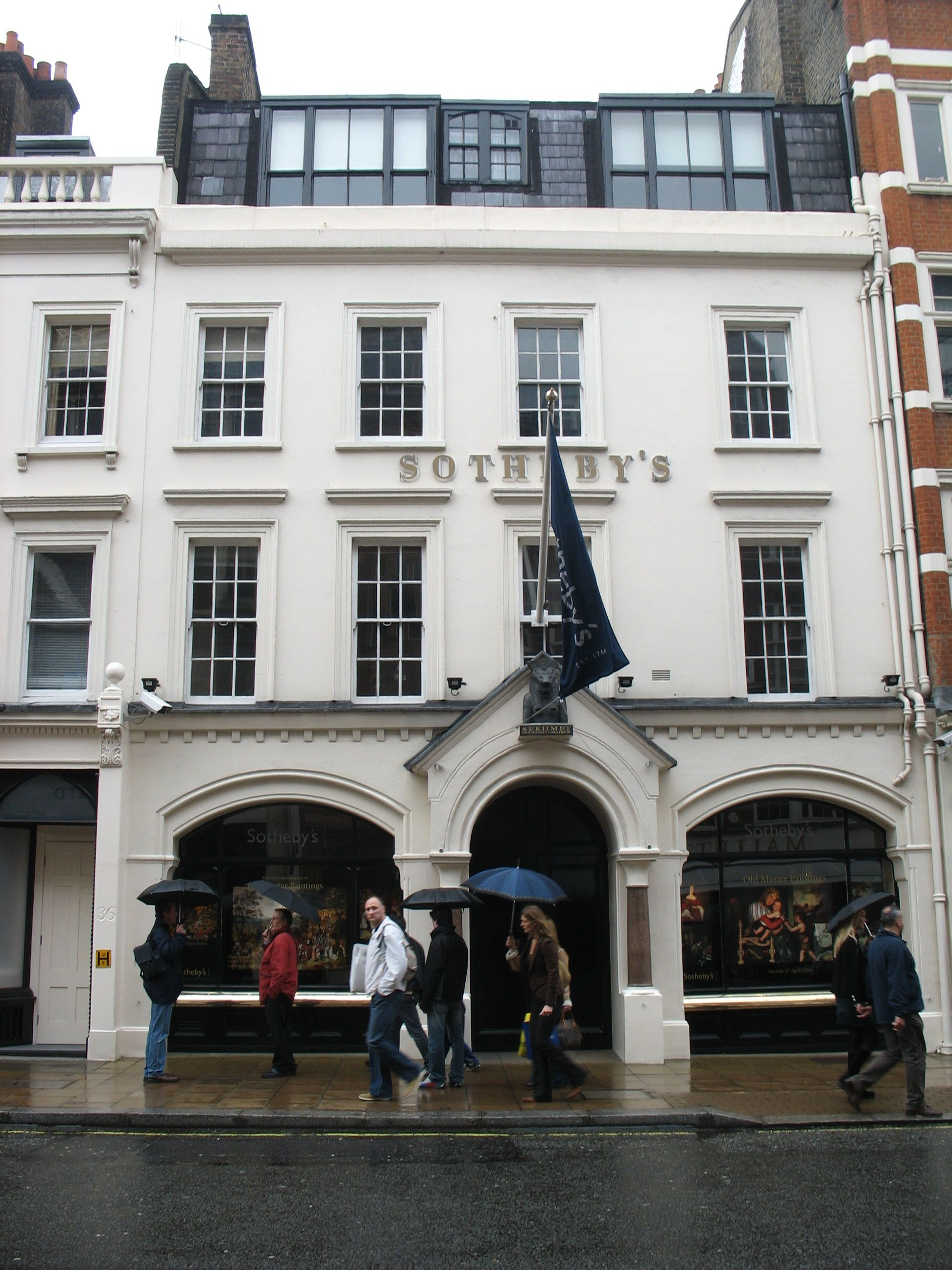

소더비스(Sotheby's)는 영국에서 설립된 미국의 다국적 회사(MNC)로 뉴욕에 본사가 있다. 1744년 3월 11일에 영국의 런던에서 사무엘 베이커(Samuel Baker)에 의해 창립된 상장 경매 회사이다.

## 현황

### 19세기
가장 오래된 경매 하우스는 1674년에 업무를 시작한 스톡홀름 Auktionsverk이며, 두 번째로 오래된 Göteborgs Auktionsverk는 1681년에 설립되었고 세 번째 오래된 웁살라 Auktionskammare는 1731년에 설립되었으며, 모두 스웨덴 출신이다. 소더비의 전신인 베이커 경매 회사는 샤무엘 베이커가 어떤 존 스탠리경의 도서관에서 "몇백권의 희귀하고 값진" 도서의 처분을 주재하기 위해 1744년 3월 11일 런던에서 설립되었다. 그러나 Frank Herrmann and Brian Learmount[2]가 말하기를 그 도서 처리 회사는 경매에 의한 것이 아니었고 일반적인 미술품의 경매를 추구하지 않았다. 훨씬 나중에, 1913년 후반기나 돼서야 프랜스 할스 그림을 9000 기니에 판매한 것이 이 분야에서 최초로 주요했던 성공이었다. 현재의 상장 경매 회사는 1804년 원래 사업의 파트너 두사람 Leigh and Sotheby가 그들만의 도서 판매업을 위하여 독립하였을 때 창립되었다.

### 20세기
앤드류 페스팅은 1969년 소더비에서 일하기 시작했고 1977년부터 1981년까지 영국사진 부서 책임자를 역임했다. 그는 소더비에서 영국 사진의 최고 전문가가 되었다.
세간의 이목을 끄는 수많은 경매가 소더비에서 열릴뿐만 아니라, 다양한 영화속에서 경매장이 등장했다. 1983년 제임스 본드 영화 Octopussy에서 배우 로저 무어가 연기한 제임스 본드는 희귀한 파베르제의 달걀 경매에 실패하고 결국 악랄한 아프가니스탄 왕자 카말 칸 (Louis Jourdan)에게 매각되는 파베르제의 달걀 진품을 경매장에서 몰래 가짜와 바꿔치기 한다.

### 21세기
오늘날, 이 회사의 연간 매출액은 약 7억 7천 4백만달러이며, 런던의 뉴 본드 스트리트와 맨해튼의 뉴욕 애비뉴에서 사무실이 있다. 이 위치는 자연스런 성장, 인수 (특히, 1964년 미국 최대의 미술 경매인 Parke-Bernet의 구매), 그리고 20 세기의 '미술 경기 침체"가 순환하는 동안 관리를 통해 달성되었다. 소더비 뉴욕은 동일한 건물에 전문가 부서, 미술관 그리고 경매소를 늘리는 독특한 공간활용으로 2001년 요크 애비뉴 본부의 공사를 마쳤다. 또한 소더비 뉴욕 사무소는 사내 와인 저장고 Aulden Cellars와 한때 현대적인 미국식 레스토랑이었다가 나중에 식당이 된 과거에 이용객의 감소로 폐쇄되었던 레스토랑을 소장하고 있다.
소더비 경매사는 크리스티 경매사와 세계의 걸출한 미술품 경매사라는 명목상의 타이틀을 놓고 뜨거운 경쟁관계이다. 2004년 8월 소더비는 온라인 시스템을 도입했다. 소더비는 최근 고객들이 원하는 것에 더 철저히 초점을 맞춰 MySotheby`s 의 형태로 자사의 웹 서비스를 확대하는데 있어 많은 파일을 관리하고 새로 공개된 작품이 자동으로 업데이트되는 "위시 리스트"를 만들 수 있도록 했다. 2007년 5월, 소더비 국제 미술 시장에서 빠르게 높아지는 러시아 구매자의 관심에 대응하기 위해 모스크바에 사무소를 개설했다.

## 소유자 정보
이 회사는 미국의 백만장자 쇼핑몰 개발자 A. 알프레드 타어브먼이 인수하여, 1988년 뉴욕 증권거래소에 티커 심볼 BID로 공개했다.
2019년, 패트릭 드라히가 37억 달러에 인수서, 뉴욕 증권 거래소 상장 폐지가 되었다.